# Kittilä
Kittilä en sami: Kittâl o Gihttel és un municipi de la Lapònia finlandesa, fundat el 1854, i un popular centre d'esports de la neu. Té una població de 6.281 habitants (2012) i ocupa una superfície de 8.263 km².
L'estació d'esquí Levi es troba a Kittilä. Des del 2006 s'hi fan prospeccions en una nova mina d'or que seria la més grossa d'Europa.
Compta amb l'Aeroport de Kittilä on operen les companyies Blue1, Finnair i Finncomm Airlines.

## Clima
Kittilä és el lloc on s'ha enregistrat la temperatura més baixa de Finlàndia: −51.5 °C, el gener de 1999. Té una temperatura mitjana anual de -1,3 °C amb la mitjana de gener de -14 °C i la de juliol de 13,3 °C. La precipitació mitjana anual és de 547 mm amb el màxim al juliol.